# Cadurciella rufipalpis
Cadurciella rufipalpis is een vliegensoort uit de familie van de sluipvliegen (Tachinidae). De wetenschappelijke naam van de soort is voor het eerst gepubliceerd in 1927 door Joseph Villeneuve de Janti.
De soort komt voor in Israël, Namibië, Zimbabwe en Zuid-Afrika.
Deze soort parasiteert op poppen van Azanus mirza en op de rupsen van Azanus moriqua en Leptotes pirithous (Klein tijgerblauwtje)